# Mohamed Marouf
Mohamed Marouf Eid Mansour (* 22. November 1986) ist ein ägyptischer Fußballschiedsrichter. Seit 2014 steht er auf der FIFA-Schiedsrichterliste.

## Karriere

### Vereinsmannschaften
Erste bekannte Partien von ihm in der Egypt Premier League entstammen aus der Saison 2012/13. Seinen ersten bekannten Einsatz in der CAF Champions League hatte er dann am 3. Juni 2017 bei einem Gruppenspiel zwischen ES Sahel und al-Hilal. Auch beim CAF Confederation Cup kam er in der nächsten Saison einmal zum Zug.
Nebst der eigenen nationalen Liga hatte er auch in Tunesien ein paar Gastspiele. Zum Beispiel durfte er in der Spielzeit 2018/19 sowie in der Spielzeit 2022/23 in der dortigen ersten Liga jeweils ein paar Spiele leiten.

### Nationalmannschaften
Nach der Aufnahme auf die FIFA-Liste hatte er erstmals beim U-17-Afrika-Cup 2017 einen Einsatz auf internationaler Ebene. Beim U-23-Afrika-Cup 2019 leitete er dann die Gruppenpartie zwischen Nigeria und der Elfenbeinküste.
Nach einigen Qualifikationsspielen für verschiedene Turniere zwischen A-Nationalmannschaften, erhielt er dann auch eine Nominierung für die Afrikanische Nationenmeisterschaft 2021. Danach kamen auch ein Gruppenspiel beim Afrika-Cup 2022 sowie mehrere bei der U-20-Weltmeisterschaft 2023 dazu. Weiter übernahm er bei seinem zweiten Afrika-Cup mit der Ausgabe 2024 wieder die Leitung eines Gruppenspiels.